# Angelópolis (Puebla)

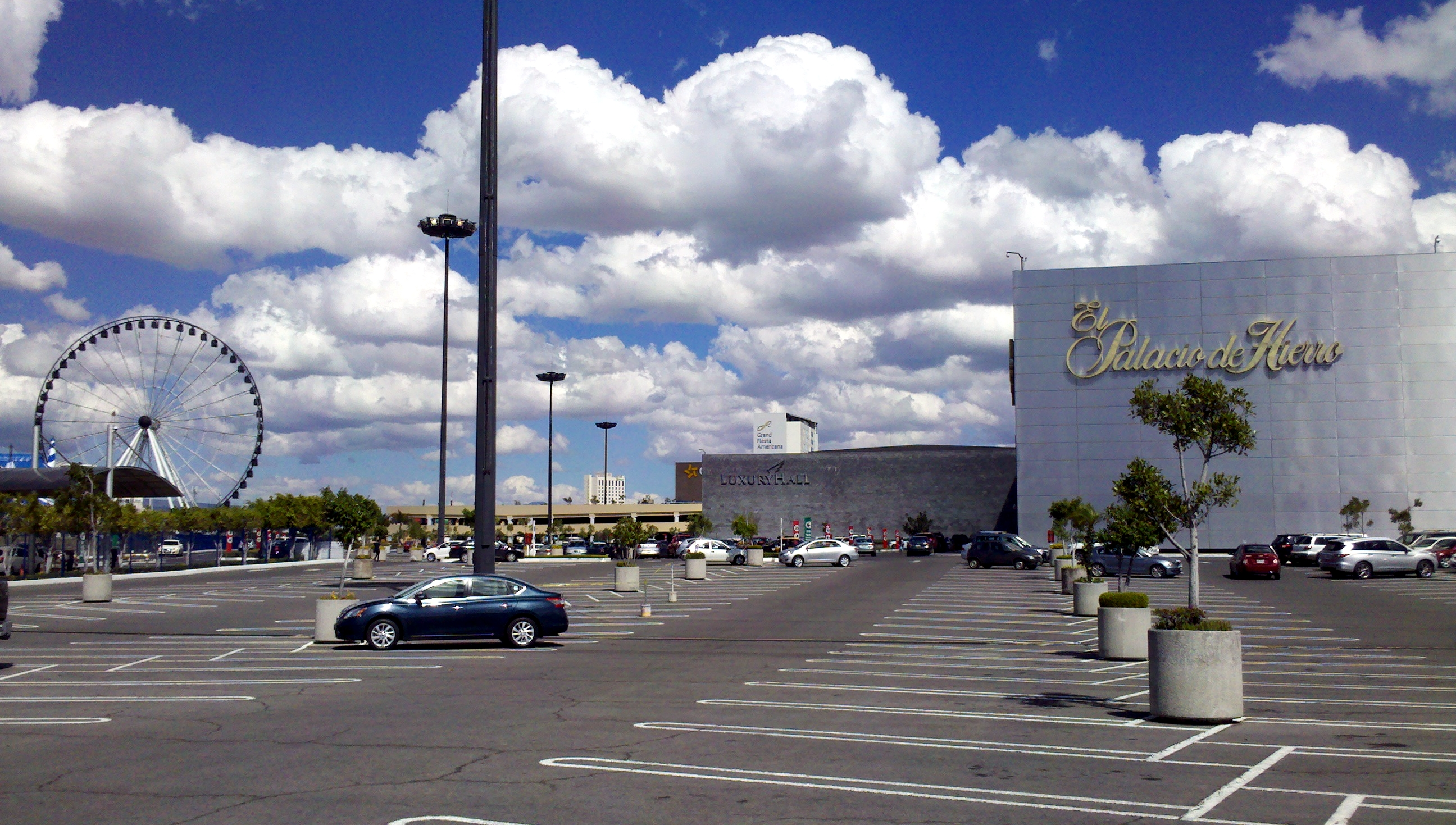
Una vista del exterior del Centro Comercial Angelópolis.

Angelópolis es una zona o distrito financiero, residencial, comercial y de negocios ubicada entre los municipios de Puebla, San Andrés Cholula y Ocoyucan, en el estado de Puebla, México. 
El distrito cuenta con una producción total nominal de PIB de al rededor de 5,000 millones de dólares. 
Cuenta con 4 universidades privadas: Instituto Tecnológico y de Estudios Superiores de Monterrey, Universidad Iberoamericana, la Universidad Anáhuac y la Universidad Interamericana; de igual manera posee algunos colegios privados como el Instituto Andes, Colegio del Bosque, etc. Fraccionamientos y desarrollos residenciales opulentos contrastan con algunas colonias y pueblos inmersos en la zona, como Concepción La Cruz, Santa Rosa o las colonias junto a Ciudad Judicial. En la zona se encuentra el conocido Angelópolis LifeStyle Center y además destacan rascacielos, opulentos residenciales, centros culturales, parques, centros comerciales, hospitales, centros de servicios y de atracción turística, entre otros.

## Historia
Durante la época de los 80, la ciudad de Puebla presentaba una estructura urbana poco diversificada, en la que predominaba el uso habitacional. El área comercial y de servicio se concentraba sobre todo en el núcleo central. En esta misma década, la población comenzó a incrementarse y con ello se dio una expansión acelerada hacia los municipios aledaños.[cita requerida]
El Megaproyecto "Angelópolis" fue planteado por el gobierno estatal para detonar el desarrollo en la región. Dentro de este proyecto sobresalen varias obras, entre ellas la construcción de la Vía Atlixcáyotl (vía principal de la zona) o Blvd. Atlixcáyotl.
La zona adoptó el nombre del proyecto, mismo que fue utilizado para el centro comercial ancla de la zona además de ser también el apodo de la ciudad de Puebla; por lo que actualmente a la zona se le denomina popularmente "Angelópolis" o "Zona (de) Angelópolis". A partir de 1999 muchos negocios y empresas importantes se han instalado aquí, favoreciendo la llegada de restaurantes, agencias de autos, fraccionamientos, centros comerciales, plazas y tiendas; lo cual aumenta la plusvalía de la zona.

## Descripción

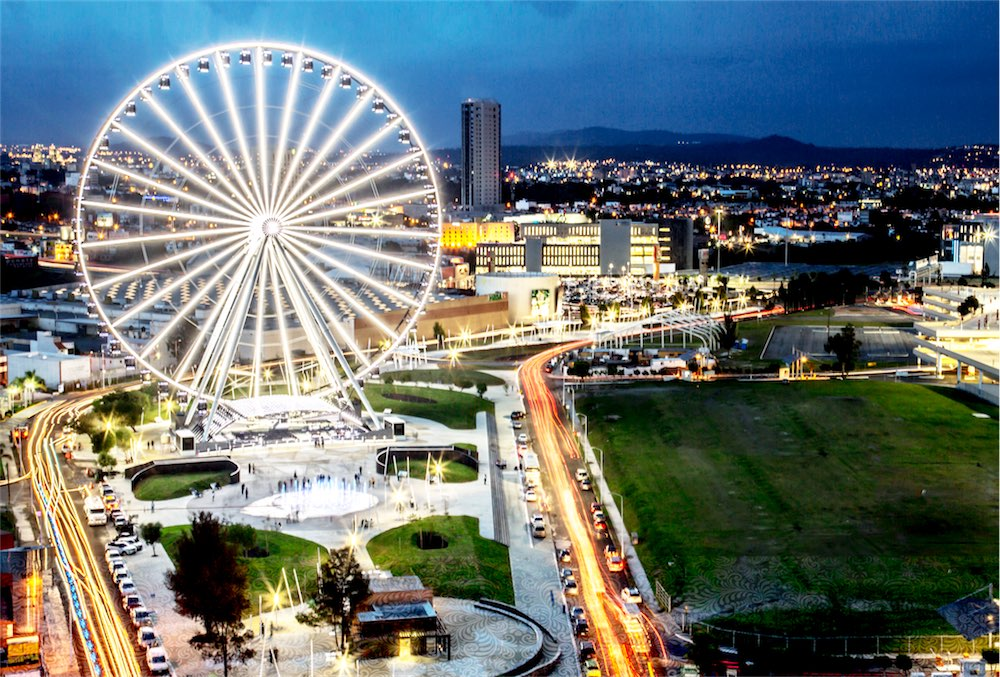
Estrella de Puebla.

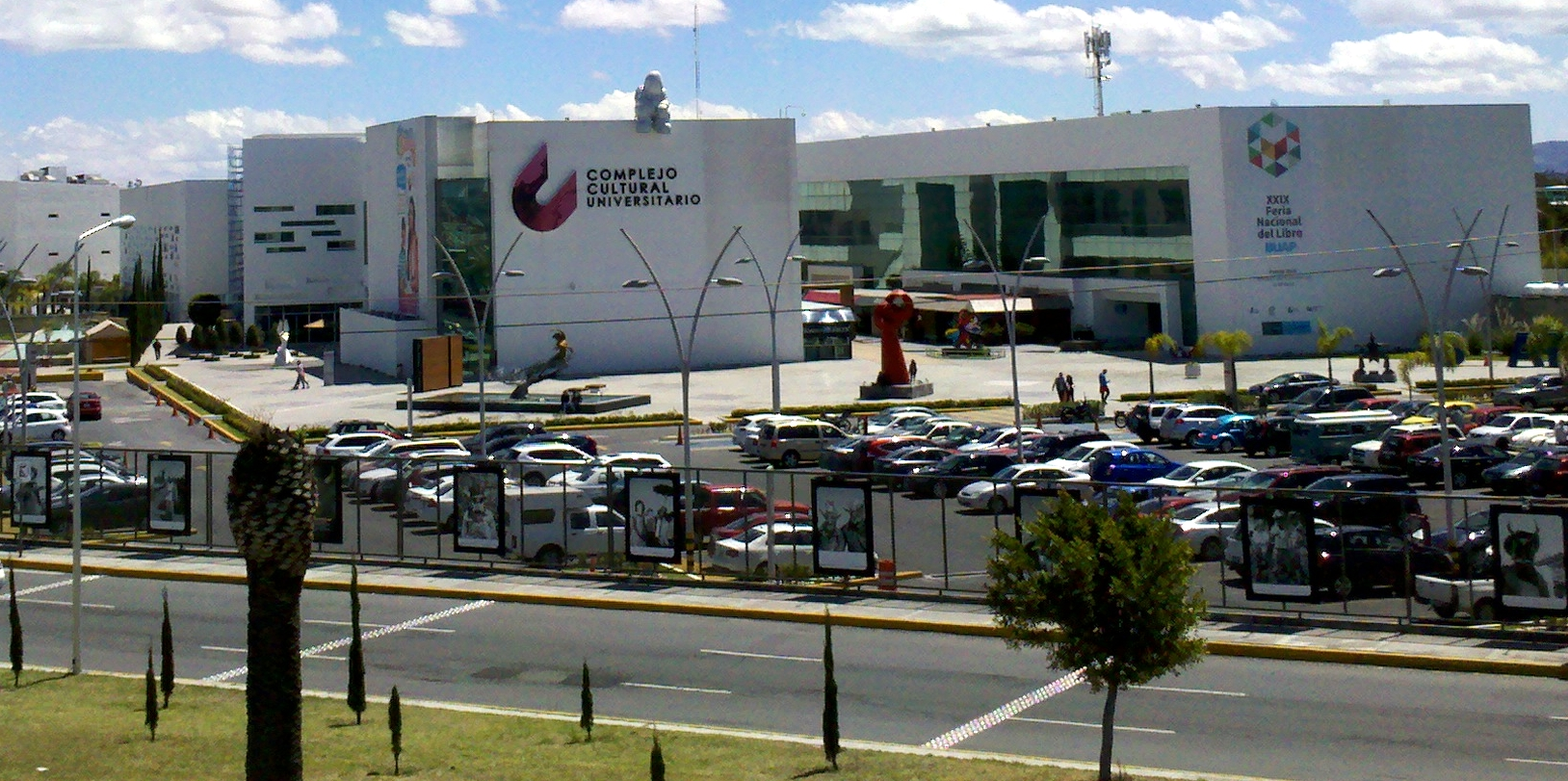
Complejo Cultural Universitario.

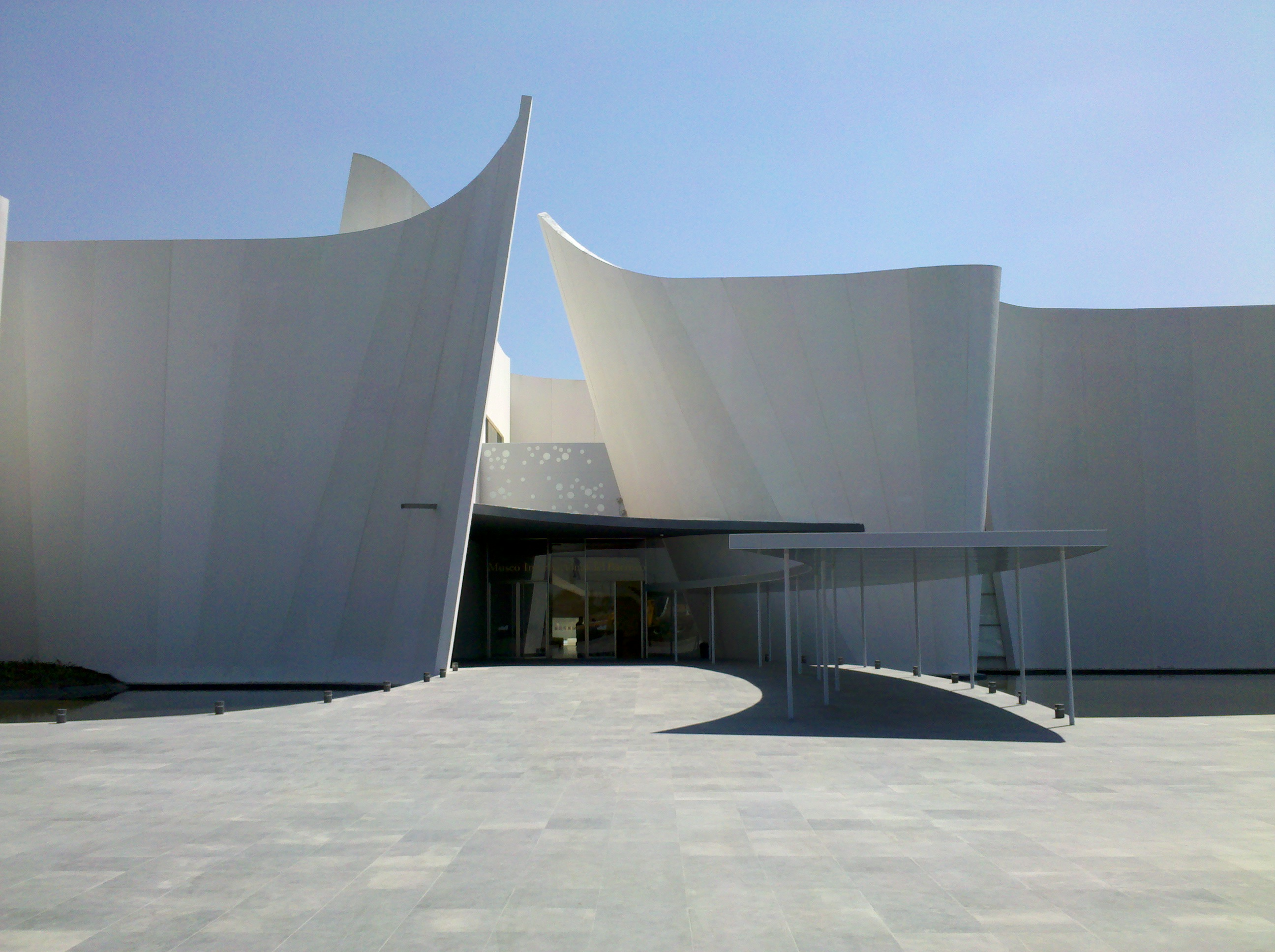
Museo Internacional del Barroco.

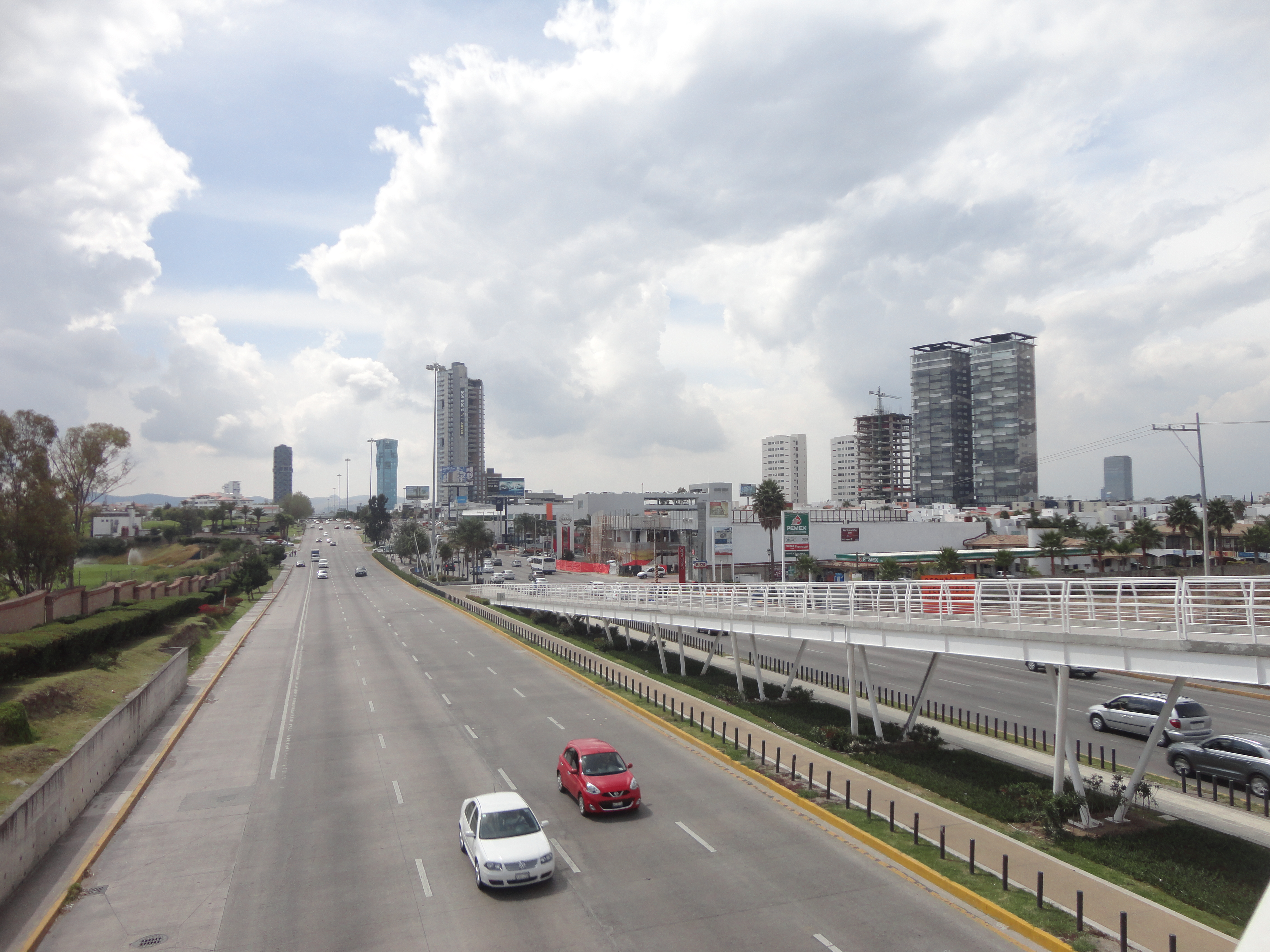
Vía Atlixcáyotl.

La zona de Angelópolis tiene una extensión aproximada de 15 km². Es notoria por el alto poder adquisitivo de la mayoría de sus residentes y la cantidad de rascacielos, en los que se encuentra el edificio más alto del estado, la Torre Inxignia JV, ubicada a un costado del Parque Lineal. También se encuentran varios hospitales; privados como el Hospital Puebla, el Hospital Ángeles y las Torres Médicas, y públicos como el Hospital General de Cholula y el Hospital para el Niño Poblano.[cita requerida]
Los lugares de mayor atracción son:
- Centro Comercial Angelópolis

El punto de referencia de la zona y por el cual se le llama del mismo modo, es un centro comercial ubicado en el norte de la zona. Angelópolis es un exclusivo complejo, el cual, cuenta con algunas de las marcas de lujo más conocidas.
- La Estrella de Puebla

Es una rueda de observación transportable de 80 m de altura ubicada a un lado del Centro Comercial Angelópolis y se encuentra dentro de lo que es el "Parque Lineal". Es la rueda de observación transportable más grande del mundo y la más grande de México.
- Complejo Cultural Universitario

Complejo perteneciente a la BUAP, donde se realizan múltiples eventos, desde conciertos hasta conferencias y demostraciones. Además ha sido sede de la Ciudad de las Ideas desde que se lleva a cabo.
- Auditorio Metropolitano

Auditorio con una capacidad aproximada para 7,000 espectadores, con fuente lúdica y que además conecta con el "Parque Lineal". Antes el auditorio era llamado "Auditorio Siglo XXI".
- El Parque Lineal

Parque de gran longitud que conecta varios puntos de atracción dentro de la zona. Empieza desde el "Parque Jardín del Arte", sigue con el "Parque de la Niñez Poblana", continúa hacia "La Estrella de Puebla", sigue hacia el "CIS (Centro Integral de Servicios)", se desvía hacia la ciclopista que recorre gran parte de la Vía Atlixcáyotl y termina en el "Museo Internacional Barroco", que está conectado al "Parque Paseo del Atoyac" y el "Eco-parque Metropolitano".
- Parque Paseo del Atoyac/MIRAtoyac

Parque que tiene una longitud de 5 km aproximadamente y que recorre parte del río Atoyac desde el "CIS (Centro Integral de Servicios)" hasta el "Museo Barroco". Tiene varias áreas infantiles y espacios recreativos.
- Parque de la Niñez Poblana

Parque que se ubica dentro del Hospital para el Niño Poblano y que cuenta con espacios adecuados para el uso infantil, de rehabilitación y de esparcimiento público.
- Museo Internacional del Barroco

Museo interactivo. Contiene diferentes galerías y exposiciones sobre el barroco en Puebla y en el mundo.
- Sonata

Espacio comercial inmerso en el fraccionamiento Lomas de Angelópolis, contiene varios locales con oficinas, restaurantes, un casino, tiendas y cines alcanzando la expresión de “una ciudad dentro de la ciudad”.

## Rutas de transporte público
- Ruta Bicentenario B: Centro Comercial Angelópolis y Complejo Cultural Universitario, pasando por Camino Real a Cholula, por Av. Margaritas, por Ciudad Universitaria y la penitenciaria.
- Ruta 29: Centro Comercial Angelópolis, CIS y Ciudad Judicial, pasando por Medicina BUAP, por Calzada Zavaleta, por Hospital para el Niño Poblano, por Barrio de Analco y Parque del Arte.
- Ruta Azteca: Centro Comercial Angelópolis, CIS y Ciudad Judicial, pasando por 25 sur, por 13 sur, por 10 y 12 poniente, por San Francisco, 14 Oriente, Clavijero, Amalucan Y  Encinar.
- Ruta 33: Centro Comercial Angelópolis.
- Ruta 14: Centro Comercial Angelópolis.
- Ruta Perimetral 3: Centro Comercial Angelópolis.
- Ruta RUTA Alimentadora 6: Centro Comercial Angelópolis.
- Ruta CREE-MADERO: Centro Comercial Angelópolis, Penitenciaría y Galerías Serdán, por Calzada Zavaleta, Blvd. del Niño Poblano, Blvd. Hermanos Serdán y Blvd. Valsequillo.
- Ruta RUTA Línea 4.

## Rascacielos

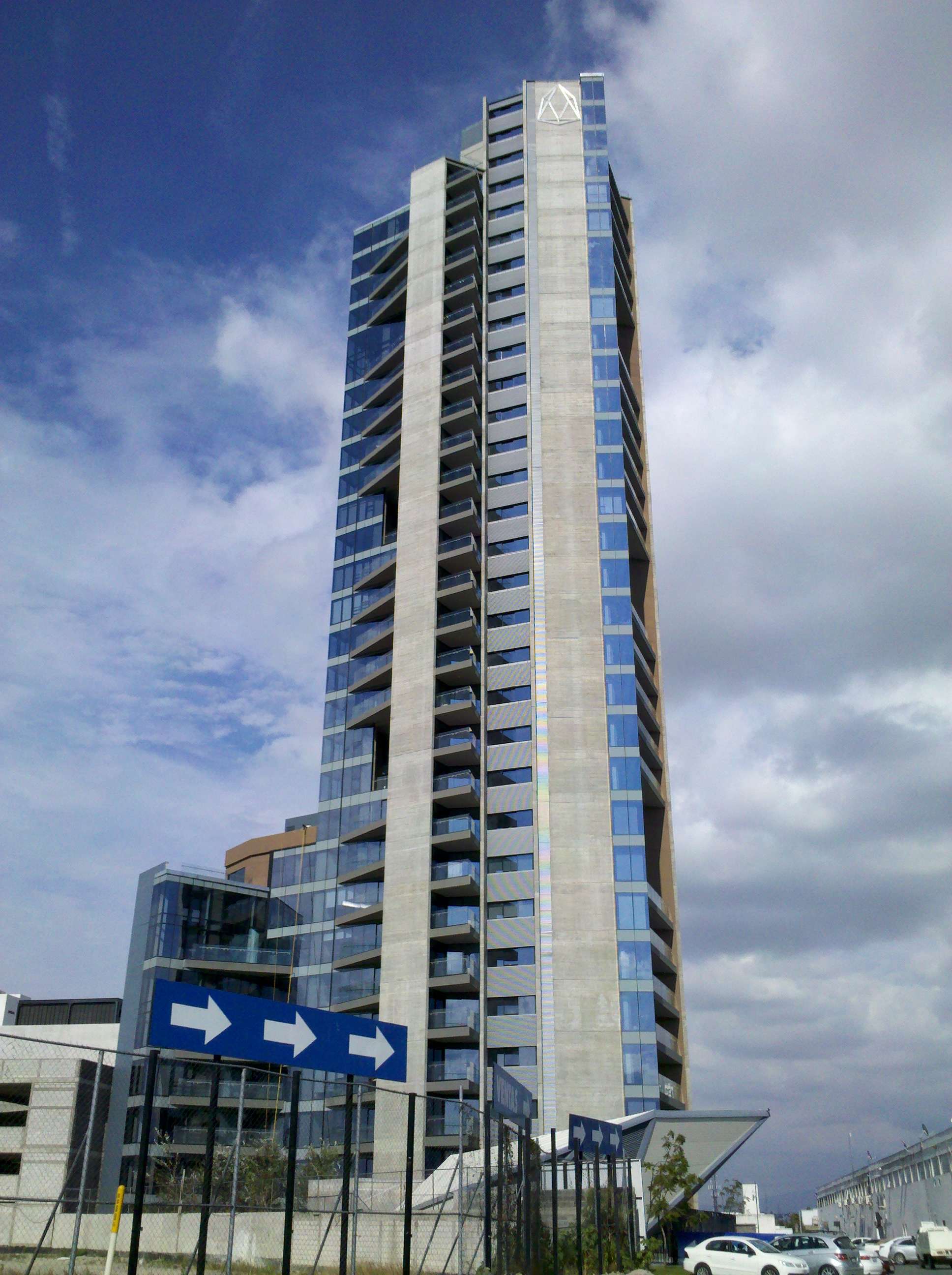
Torre Adamant II.

Una de las cosas que caracteriza la zona de Angelópolis es su cantidad de edificios, en los cuales encontramos al menos 29 edificios de más de 90 metros, algunos con una altura de hasta casi 200 m, entre los cuales destacan:
- Torre Inxignia JV 265 m
- Nvbola 200 m
- Torre Andeza 170 m (en construcción)
- Torre Platea 155 m
- Torre Artema 152 m
- Torre Amana 150 m (en construcción)
- Torre Helea 150 m
- Torre Selenite 150 m
- Torre Du 1 140m (en construcción)
- Torre MYX 135 m (en construcción)
- Torre UMA 1 130 m
- Torre Valda 130 m (en construcción)
- Torre Natyvo 130 m
- Torre Ejecutiva JV III 122 m
- La Vista Torre A 114 m
- Torre Adamant 112 m
- Torre Adamant II 112 m
- Sadro Residencias 111 m
- Torre UMA 2 110 m
- Torre Ejecutiva JV I 103 m
- Torre Ejecutiva JV II 101 m
- Torre Arvia 100 m (en construcción)
- Torre Hospital Ángeles 100 m
- Torre N1 100 m
- Punto Horizonte x2 100 m
- Torres Boudica x2 100 m
- Torres Nducha x3 100 m
- Elipsis Tower 95 m
- Torre Elementa 90 m
- Torre Star Médica 90 m (en construcción)
- Palacio de Justicia Federal 90 m